# Jan Scheffchen
Jan Scheffchen, (zm. po 4 lutego 1449) – franciszkanin, biskup nominat farerski w 1435, biskup pomocniczy włocławski w latach 1438-1442, sufragan ryski 1444-1449.
W 1433 został spowiednikiem w bazylice św. Piotra w Rzymie i funkcję tę pełnił do momentu uzyskania biskupstwa. Prowizję na biskupstwo farerskie w metropolii Nidarosu, uzyskał 31 I 1435 od papieża Eugeniusza IV, ale zapewne nigdy tam się nie zjawił.
W odniesieniu do lat 1438-1442 poświadczona jest jego działalność w diecezji włocławskiej rezydując w Chełmie pod Gdańskiem, gdzie miał swoje uposażenie.
25 I 1439 dokonał konsekracji kościoła w Kościerzynie, 29 maja tegoż roku konsekrował ołtarz w bliżej nieznanym kościele gdańskim. W 1440 poświęcił kaplicę św. Krzyża wraz z ołtarzem w gdańskim kościele mariackim. Tam też w następnym roku, 27 marca konsekrował kaplicę św. Marcina a 3 kwietnia nadał jej odpust. Podjął się wzniesienia biskupiego zamku-rezydencji w Biskupiej Górze. W 1442 został przez Władysława Oporowskiego, ordynariusza diecezji przeniesiony do Komorska, co spotkało się z dezaprobatą mieszczan gdańskich.
Przed 1444 opuścił diecezję włocławską i przeniósł się do archidiecezji ryskiej, gdzie był obecny do 1449. Źródła z tego okresu dotyczą problemu jego utrzymania. W 1446 mistrz krajowy inflanckiej gałęzi zakonu krzyżackiego prosi w Rzymie o możliwość nadania Janowi jakiegoś beneficjum. W 1447 podobną prośbę wystosował Scheffcher i uzyskał papieską zgodę na objęcie probostwa lub wieczystej wikarii. W tym też roku objął bliżej nieznane probostwo. W 1449 wybierał się w poselstwie do Rzymu, lecz Krzyżacy mieli go zawrócić z granicy i odesłać do Rygi.